# Karadže
Karadže är en ort i Bosnien och Hercegovina.   Den ligger i entiteten Federationen Bosnien och Hercegovina, i den centrala delen av landet, 80 km väster om huvudstaden Sarajevo. Karadže ligger 579 meter över havet och antalet invånare är 1 218.
Terrängen runt Karadže är huvudsakligen kuperad, men den allra närmaste omgivningen är platt. Karadže ligger nere i en dal.Närmaste större samhälle är Bugojno, 2,1 km sydost om Karadže. 
Omgivningarna runt Karadže är en mosaik av jordbruksmark och naturlig växtlighet. Runt Karadže är det ganska tätbefolkat, med 93 invånare per kvadratkilometer.